# Olofströms IF
Olofströms IF ist ein schwedischer Fußballverein aus Olofström. Die Mannschaft spielte mehrere Jahre in der zweithöchsten Spielklasse Schwedens.

## Geschichte
Olofströms IF gründete sich im Mai 1919. Bei Einführung der schwedischen Ligapyramide wurde die Mannschaft zunächst unterklassig eingeteilt, erreichte aber 1939 den Aufstieg in die zweite Liga. Hier spielte sie gegen den Wiederabstieg, der mehrmals auf dem letzten Nicht-Abstiegsplatz verhindert wurde. Nach fünf Jahren in der zweiten Liga gelangen dem Klub in der Spielzeit 1943/44 nur vier Saisonsiege. Mit zwei Punkten Rückstand auf die punktgleichen IFK Malmö und Kalmar FF belegte der Klub einen Abstiegsplatz und kehrte mit BK Landora in die Drittklassigkeit zurück. 
Olofströms IF etablierte sich auf Anhieb in der dritten Liga im vorderen Bereich und zog nach 15 Siegen in 18 Saisonspielen als Staffelsieger der Division 3 Sydöstra Södra in die Aufstiegsspiele ein. Nach einer 1:3-Niederlage und einem 1:1-Remis gegen Kalmar AIK verpasste der Klub jedoch den direkten Wiederaufstieg. In der folgenden Spielzeit wiederholte der Verein punktgleich mit Bromölla IF aufgrund des besseren Torquotienten den Staffelsieg und traf in den Entscheidungsspielen auf Västerviks AIS. Zwei Siege bedeuteten die Rückkehr in die Zweitklassigkeit. Der Aufenthalt währte jedoch nur eine Spielzeit, da ein siebter Tabellenplatz aufgrund einer Ligareform nicht zum Klassenerhalt reichte. Zusammen mit Kalmar AIK, Malmö BI, Nybro IF und Alets IK trat die Mannschaft den erneuten Gang in die dritte Liga an. 
Zwei Jahre spielte Olofströms IF in der dritthöchsten Spielklasse, ehe sich die Mannschaft als Absteiger in die Viertklassigkeit für lange Zeit aus dem höherklassigen Fußball verabschiedete. Nachdem sie 1996 als Meister der fünftklassigen Division 4 Blekinge in die vierte Liga zurückgekehrt war, erreichte sie im folgenden Jahr als Tabellenzweiter in der Staffel Division 3 Sydvästra Götaland die Aufstiegsspiele zur dritten Liga, in denen sie sich in vier Spielen durchsetzte. Als Neuling überraschte sie auch auf dieser Spielebene und verpasste den Durchmarsch in die Zweitklassigkeit als Tabellendritter lediglich aufgrund der schlechteren Tordifferenz gegenüber dem punktgleichen Konkurrenten IFK Malmö. Diesen Erfolg konnte der Klub nicht bestätigen und wurde in den drei folgenden Spielzeiten in die sechste Liga durchgereicht. Dort etablierte sich der Klub, ehe die Spielklasse bei der Einführung der Division 1 als neuer dritthöchster Spielklasse zur Spielzeit 2006 zur siebten Liga degradiert wurde.